# 9044 Kaoru
9044 Kaoru este un asteroid din centura principală de asteroizi.

## Descriere
9044 Kaoru este un asteroid din centura principală de asteroizi. A fost descoperit pe 18 mai 1991 la Kiyosato de Satoru Ōtomo și Osamu Muramatsu. Asteroidul prezintă o orbită caracterizată de o semiaxă mare de 2,24 ua, o excentricitate de 0,10 și o înclinație de 4,7° în raport cu ecliptica.